# (100289) 1995 CD6
(100289) 1995 CD6 es un asteroide perteneciente al cinturón de asteroides, descubierto el 1 de febrero de 1995 por el equipo del Spacewatch desde el Observatorio Nacional de Kitt Peak, Arizona, Estados Unidos.

## Designación y nombre
Designado provisionalmente como 1995 CD6.

## Características orbitales
1995 CD6 está situado a una distancia media del Sol de 2,591 ua, pudiendo alejarse hasta 2,987 ua y acercarse hasta 2,194 ua. Su excentricidad es 0,153 y la inclinación orbital 2,907 grados. Emplea 1523 días en completar una órbita alrededor del Sol.

## Características físicas
La magnitud absoluta de 1995 CD6 es 16,6.